# Moselle Open 2012
Moselle Open 2012 — тенісний турнір, що проходив на кортах з твердим покриттям у місті Мец, Франція з 17 вересня . Належав до категорії ATP World Tour 250.

## Фінальна частина

### Одиночний розряд
Жо-Вілфрід Тсонга —  Андреас Сеппі 6–1, 6–2

### Парний розряд
Ніколя Маю /  Едуар Роже-Васслен —  Юган Брунстрем /  Фредерік Нільсен 7–6(7–3), 6–4